# 查倫奇-布朗斯維爾 (加利福尼亞州)
查倫奇-布朗斯維爾（英語：Challenge-Brownsville）是位於美國加利福尼亞州尤巴縣的一個人口普查指定地區。

## 地理
查倫奇-布朗斯維爾的座標為39°28′21″N 121°15′54″W / 39.47250°N 121.26500°W，而該地最高點為海拔高度30米（即100英尺）。

## 人口
根據2010年美國人口普查的數據，查倫奇-布朗斯維爾的面積為25.025平方千米，當中陸地面積為25.025平方千米，而水域面積為0.000平方千米。當地共有人口1148人，而人口密度為每平方千米45人。